# Datia
Datia est une petite ville rurale et une municipalité située dans l'État de Madhya Pradesh en Inde.

## Histoire
Datia était la capitale de l'État princier du même nom fondé par Bhagwan Râo, qui l'a reçu de son père.
L'État devient un protectorat britannique en 1804.

### Dirigeants: Râo puis Râja puis Mahârâja
- Râo
  - 1626 – 1656 : Bhagwan Râo (no)
  - 1656 - 1683 : Subha Karan (no)
  - 1683 - 1706 : Dalpat Singh (no)
  - 1706 - 1728 : Ramchandra Singh (no)
  - 1728 - 1730 : Ram Singh (no)
  - 1730 - 1736 : Guman Singh (no)
  - 1736 - 1762 : Indrajit Singh (no)
  - 1762 - 1801 : Satrujit Singh (no)
  - 1801 - 1820 : Parichhat Singh (no)
- Râja
  - 1820 - 1839 : Parichhat Singh (no)
  - 1839 - 1857 : Bijai Singh (no) (1826-1857)
  - 1857 - 1865 : Bhavani Singh (no) (1846-1907)
- Mahârâja
  - 1865 - 1907 : Bhavani Singh (no)
  - 1907 - 1950 : Govind Singh (no) (1886-1951)